# Jack McBrayer
Jack McBrayer (Macon, 1973. május 27. –)  amerikai színész és komikus, aki a Late Night with Conan O’Brien című műsorból, illetve A stúdió című sitcomból vált ismertté.
Társalkotója és főszereplője az Apple TV+-os „Hello, Jack! The Kindness Show” című sorozatnak, amelynek premierje 2021. november 5-én volt.

## Élete
A georgiai Maconben született, 15 éves korában pedig a georgiai Conyersbe költözött. A Heritage High Schoolba járt, majd színházi adminisztrációt tanult az Evansville-i Egyetemen. 18 éves korában tüdőtágulást kapott. Azt állítja, hogy olyan érzés volt, mint egy szívroham, és ez volt élete egyik legrosszabb fájdalma.

## Filmográfia

### Film
| Év   | Magyar cím                                  | Eredeti cím                                   | Szerep                                 |
| ---- | ------------------------------------------- | --------------------------------------------- | -------------------------------------- |
| 2004 |                                             | Blackballed                                   | Stuart Applebaum                       |
| 2005 | Lepattanó – Rabiga előtt                    | The Baxter                                    | Elliot barátja                         |
| 2006 | Taplógáz: Ricky Bobby legendája             | Talladega Nights: The Ballad of Ricky Bobby   | Glenn                                  |
| 2007 | A lankadatlan – A Dewey Cox sztori          | Walk Hard: The Dewey Cox Story                | DJ                                     |
| 2008 | Lepattintva                                 | Forgetting Sarah Marshall                     | Darald                                 |
| 2009 | Vakáció a szigeten                          | Spring Breakdown                              | Színpadi menedzser                     |
| 2010 | Gru                                         | Despicable Me                                 | Carnival Barker / Turista apa (hangok) |
| 2010 | Kutyák és macskák: A rusnya macska bosszúja | Cats & Dogs: The Revenge of Kitty Galore      | Chuck                                  |
| 2011 | Dollár, kanna, szerelem                     | The Brass Teapot                              | Joe                                    |
| 2012 | Ezer szó                                    | A Thousand Words                              | Starbucks Barista                      |
| 2012 | Képtelen kampány                            | The Campaign                                  | Mr. Mendenhall                         |
| 2012 | Rontó Ralph                                 | Wreck-It Ralph                                | Fix-It Felix Jr. (hangja)              |
| 2013 | Movie 43: Botrányfilm                       | Movie 43                                      | Brian                                  |
| 2013 |                                             | Savannah                                      | Sir Graham                             |
| 2013 | Kamatylista                                 | The To Do List                                | Hillcrest medence menedzser            |
| 2014 | Tetves porontyok                            | Cooties                                       | Tracy                                  |
| 2014 |                                             | They Came Together                            | Oliver                                 |
| 2015 |                                             | Bad Night                                     | Motel recepciós                        |
| 2016 |                                             | Donald Trump's The Art of the Deal: The Movie | Der Scutt                              |
| 2017 | Hupikék törpikék – Az elveszett falu        | Smurfs: The Lost Village                      | Ügyifogyi (hangja)                     |
| 2017 |                                             | We Love You, Sally Carmichael!                | Darren                                 |
| 2018 |                                             | Dude                                          | srác                                   |
| 2018 | Ralph lezúzza a netet                       | Ralph Breaks the Internet                     | Fix-It Felix Jr. (hangja)              |
| 2021 | Kuponkirálynők                              | Queenpins                                     | Park ügynök                            |